# Список заповедников Казахстана
В Республике Казахстан насчитывается 10 заповедников. Эти природоохранные учреждения находятся в собственности государства.

## Список заповедников
В данной таблице заповедники расположены в хронологическом порядке их организации.
| #  | Изображение | Название                                               | Год создания | Площадь, га | Примечания | Область                                             |
| -- | ----------- | ------------------------------------------------------ | ------------ | ----------- | --- | --------------------------------------------------- |
| 1  |             | Аксу-Жабаглинский государственный природный заповедник | 1926         | 131 934     | Является самым первым и старейшим заповедником в Казахстане. | Туркестанская область и Жамбылская область          |
| 2  |             | Алматинский государственный природный заповедник       | 1931         | 71 700      | Основной целью заповедника является охрана и изучение природных комплексов Северного Тянь-Шаня. | Алматинская область                                 |
| 3  |             | Наурзумский государственный природный заповедник       | 1931         | 191 381     | Спустя 20 лет после создания заповедник был закрыт, но вновь восстановлен в 1966 году. | Костанайская область                                |
| 4  |             | Барсакельмесский государственный природный заповедник  | 1939         | 163 126     | Является единственным в Казахстане и СНГ заповедником с экстремальными экологическими условиями. Находится в зоне экологической катастрофы глобального масштаба (снижение уровня Аральского моря). | Кызылординская область                              |
| 5  |             | Коргалжынский государственный природный заповедник     | 1968         | 543 171     | Входит в список Всемирного наследия ЮНЕСКО в составе объекта Сарыарка — Степи и озёра Северного Казахстана.                                                                                        | Акмолинская область и Карагандинская область        |
| 6  |             | Маркакольский государственный природный заповедник     | 1976         | 102 971     | Был создан на территории площадью 71,3 тыс. га, в 2007 году была расширена. | Восточно-Казахстанская область                      |
| 7  |             | Устюртский государственный природный заповедник        | 1984         | 223 342     | | Мангыстауская область                               |
| 8  |             | Западно-Алтайский государственный природный заповедник | 1992         | 86 122      | | Восточно-Казахстанская область                      |
| 9  |             | Алакольский государственный природный заповедник       | 1998         | 65 672,01   | Заповедник был расширен до нынешних размеров 5 октября 2010 года. | Жетысуская область и Восточно-Казахстанская область |
| 10 |             | Каратауский государственный природный заповедник       | 2004         | 34 300      | | Туркестанская область                               |